# قیوم ناصری

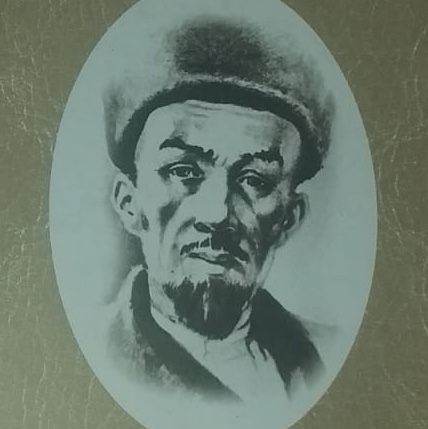
تصویر قیوم ناصری

عبدالقیوم عبدالناصرویچ ناصروف یا قیوم ناصری (تاتاری: Qayum Nasıri, Каюм Насыйри; ۲ [۱۴] فوریه ۱۸۲۵ - ۲۰ اوت ۱۹۰۲) - قوم‌شناس تاتار، نویسنده و ادیب قرن ۱۹ و نویسنده بیش از ۴۰ مقاله علمی است.

## زندگی‌نامه
در ۲ فوریه ۱۸۲۵ در روستای ورخینیه شیردانی، ناحیه سیویاژسکی، استان کازان (منطقه زلندولسکی فعلی جمهوری تاتارستان) در خانوادهٔ متکلم مشهور و استاد خوشنویسی، عبدالناصر بن حسین، متولد شد. معروف است که جد او «بیرش بابا» بود که در روزگار خانات کازان در ساحل راست ولگا ساکن شد. از آن زمان، برای چندین قرن، بسیاری از نوادگان او به عنوان رهبر مسلمانان محلی شناخته می‌شدند و به عنوان بزرگان روستا و ملاهای محلی عمل می‌کردند.
پدربزرگ قیوم، حسین بن آل محمد، از مدرسه سعید احمدوف در روستای برزی (منطقه آتنینسکی فعلی جمهوری تاتارستان) فارغ‌التحصیل شد، در نیمه دوم قرن هجدهم - اوایل قرن نوزدهم در شیردان علیا امام جماعت بود. مشغول تدریس و فعالیت علمی بود. از وی دست نوشته‌هایی در صرف و نحو عربی به جا مانده‌است که در میان طلاب آن زمان رواج داشت. پسرش عبدالناصر، با وجود تحصیلات الهیاتی که در کازان دریافت کرد، هرگز واعظ نشد. با این حال، مانند پدرش حسین، بسیار مسلط به زبان عربی و خواندن و نوشتن حرفه‌ای کتب شرقی مشغول بود.
بنابراین، سرنوشت قیوم ناصری تا حد زیادی توسط تاریخچه و سنت‌های خانوادگی از پیش تعیین شده بود. پس از تسلط بر مبانی سواد و ایمان در مکتب روستایی، به توصیه پدرش، در سال ۱۸۵۵، در مدرسه ای در مسجد جامع روستا، عازم شهر کازان شد، جایی که هموطن و دوست قدیمی آن‌ها احمد بن سعید الشیردانی تدریس می‌کرد. این روحانی یک امام جماعت مترقی و از حامیان سرسخت اصلاحات مذهبی بود و به قیوم کمک کرد کنجکاوی و تفکر انتقادیش را توسعه دهد. قیوم در مدت کوتاهی به زبان‌های ترکی، عربی و فارسی، مبانی فلسفه و حقوق اسلامی تسلط یافت. مرد جوان علاقه زیادی به مطالعه زبان روسی نشان داد. احتمالاً در جستجوی ارتباط و گفتگوی مستقیم با نمایندگان روشنفکران روسی و مبلغان ارتدکس بود. این افراد به زودی به قیوم پیشنهاد کردند که موقعیت معلمی زبان تاتاری را در مدرسه الهیات کازان بعهده بگیرد.
در سال ۱۸۵۵، قیوم ناصری شروع به تدریس برای روحانیون مسیحی آینده کرد و چند سال بعد با کسب تجربه تدریس، به شغلی مشابه در حوزه علمیه کازان نقل مکان کرد. برای یک مسلمان، این اقدام واقعاً جسورانه و حتی ناامیدانه بود. افکار عمومی تاتارهای کازان در آن زمان به‌طور قاطع، همکاری مسلمانان سنتی با دولت ارتدکس روسیه در حوزه آموزشی را تأیید نمی‌کردند.
تعصبات دیرینه مرتبط با ترس از مسیحیت، معلم جوان را در میان هم ایمانان خود راند. دایره ارتباط او به اساتید و طلاب حوزه و دانشگاه محدود شد. اتاق کوچکی در اتاق زیر شیروانی ساختمان حوزه علمیه به او اختصاص داده شد و او تا پاسی از شب بر روی دست نوشته‌های شرقی، ادبیات روسی و اروپایی، یادداشت‌ها و طرح‌های نخستین تصنیفاتش بیدار بود.
مرحله جدید و شاید مهم‌ترین مرحله در زندگی این معلم در دهه هفتاد قرن نوزدهم آغاز شد، زمانی که دولت که نگران استقلال آموزش مذهبی مسلمانان بود، اقداماتی را برای ادغام آن در سیستم آموزشی دولتی روسیه انجام داد. مهم‌ترین کار در آن زمان معرفی آموزش اجباری شاگردان مکتب و مدارس به زبان روسی و ایجاد گسترده مدارس سکولار روسی-تاتاری در نظر گرفته شد. اجرای این تصمیمات با مقاومت روحانیون و جمعیت مسلمان بسیار دشوار بود. وضعیت دشوارتر از قبل با کمبود کادر معلمان محلی با تجربه حرفه‌ای و دانش زبان روسی تشدید می‌شد.
احتمالاً تنها مسلمانی که در کازان قادر به انجام کارهای آموزشی پربار در مؤسسات آموزشی جدید تاتار بود، قیوم ناصری بود. او با شور و شوق شروع به سازماندهی چنین مدرسه‌ای در بخش زابولاچنایای، ابتدا در خیابان خیس و سپس در قلب محله قدیمی تاتارها، نه چندان دور از مسجد مرجانی کرد. اما، همان‌طور که معمولاً در مورد پیشگامان اتفاق می‌افتد، مشکلات بسیاری جلوی پای او قرار داشت. برای اکثریت تاتارها، او «اوریس کایوم» یا «قیوم روسی» بود و برای مقامات وزارت آموزش عمومی - معلمی بیش از حد مستقل بود که نمی‌خواست در فعالیت تبلیغی-اسلامی صریح شرکت کند. ناصری تا آخر تلاش کرد تا مدرسه اش را نجات دهد و از حقوق ناچیزش هم برای اجاره محل و هم برای کتاب‌های درسی پرداخت و حتی آخرین پول را به دانش آموزان فقیر برای خوراک و پوشاک می‌داد. با این حال، درگیری با بازرس مدارس تاتار واسیلی رادولف بسیار پیش رفت و در سال ۱۸۷۶ قیوم ناصری مجبور شد شغل معلمی خود را ترک کند.
تنهایی و زندگی آرام در آپارتمانی در نزدیکی مسجد گالیفسکایا در خیابان سنایا (اکنون خیابان پی کومونی، شماره ۳۵) به بازنشسته اخیر کمک کرد تا به کار علمی جدی‌تر بپردازد. در این سال‌ها بود که شاخص‌ترین آثارش را در زمینه زبان‌شناسی، آموزش، روش تدریس، تاریخ و ادبیات تاتار خلق کرد. او زمان بیشتری برای انتشار تقویم خود، که از سال ۱۸۷۱ به‌طور دوره‌ای منتشر می‌کرد، داشت. ناصری در جامعه علمی کازان از احترام زیادی برخوردار شد. نتایج تحقیقات قوم‌نگاری و تاریخی او با علاقه فراوان در جلسات انجمن باستان‌شناسی و مردم‌نگاری دانشگاه کازان شنیده شد و او برای مدت طولانی عضوی از این انجمن بود.
مجلد حجیم خطبه‌ها و دستورهای اولیه او که با عنوان «ثمره مصاحبه» در سال ۱۸۸۴ در چاپخانه دانشگاه منتشر شد، را می‌توان مهم‌ترین اثر کل زندگی قیوم نامید. این اثر بیانی از کل ایدئولوژی آموزشی تاتاری است و برای مطالعه آن ارزش تاریخی زیادی دارد.

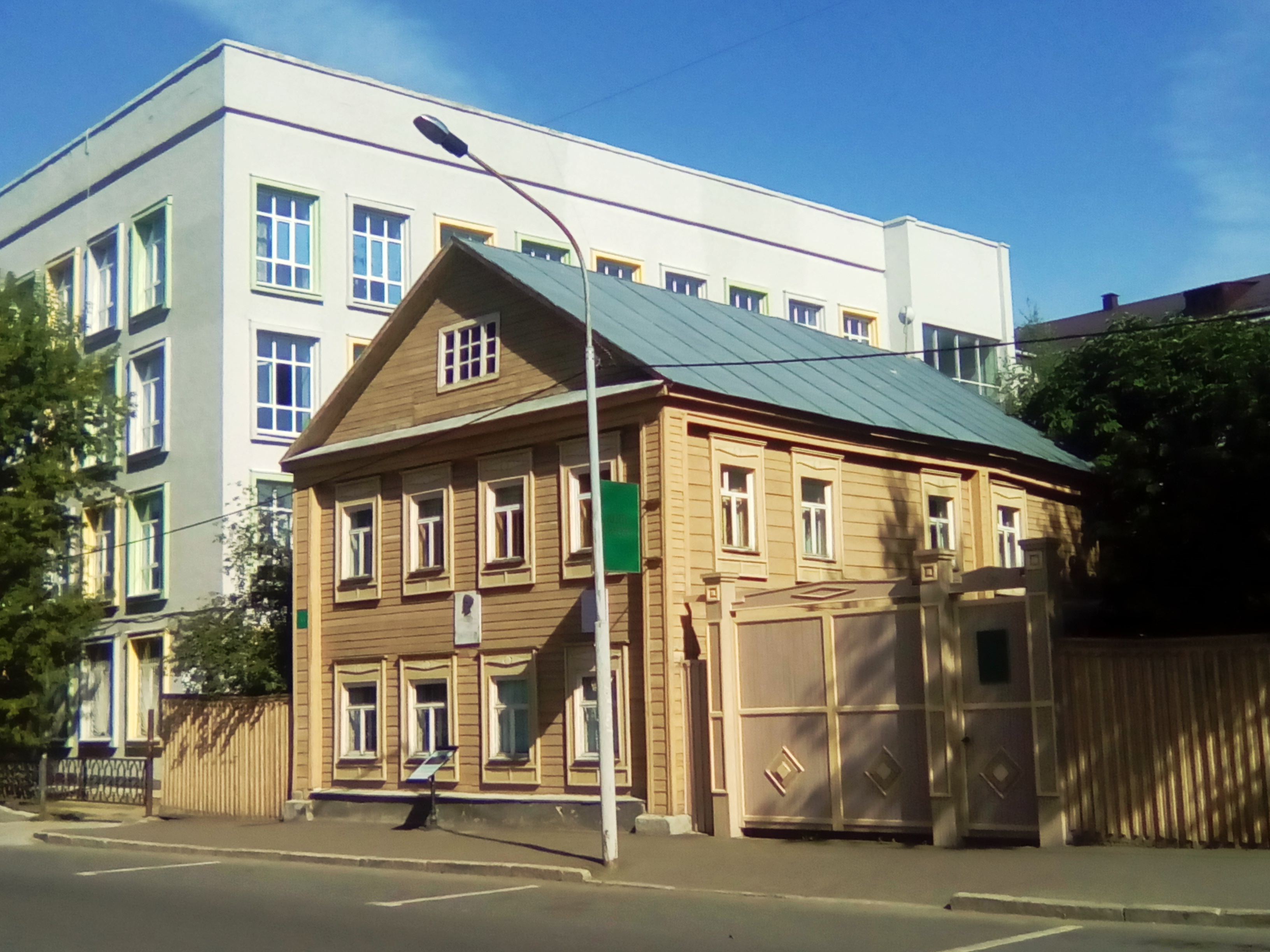
خانه ای که قیوم ناصری آموزگار تاتار در آن زندگی کرد و در آن مرد

زندگی شخصی قیوم به نتیجه نرسید. در سال ۱۸۸۵، پس از آتش‌سوزی که در آن تمام کتابخانه‌اش سوخت، قیوم ناصری مجبور شد به روستای زادگاهش برود و با کار سخت دهقانی امرار معاش کند. بازگشت به کازان او را از مصائب نجات نداد. نبود خانواده، شخصیتی مغرور، تندخو و نسبتاً متناقض تنها تنهایی ناصری را تشدید می‌کرد. یادداشت‌های جالبی در این زمینه توسط جی. ولیدی موجودست، که نوشت: «... ناصروف فردی عصبی و عجیب و غریب بود، او در انزوا زندگی می‌کرد، دوست نداشت با مردم ارتباط برقرار کند، نمی‌دانست چگونه برای خود حامی به دست آورد. زندگی او در یک آپارتمان کوچک، بدون همسر، بدون فرزند سپری شد.» جی. ولیدی همچنین به سخنان روزنامه‌نگار و معلم معروف تاتار خ. مقصودی اشاره می‌کند که می‌گفت: «با دریافت نامه‌ای از ماوراء قفقاز که در آن نویسنده از من می‌خواست مطالبی در مورد ادبیات کازان بفرستم… نزد قیوم ناصروف روی آوردم. پس از شنیدن درخواست من مبنی بر دادن بیوگرافی و عکس، پاسخی داد به این معنا که نمی‌خواهد هیچ اطلاعات زندگینامه ای در مورد خود برای آن مردمی که هنوز نمی‌خواهند او را بشناسند و نویسندگانشان را به گرسنگی محکوم می‌کنند، بدهد.»
قیوم ناصری به بُت واقعی روشنفکران تاتار جوان در اواخر قرن نوزدهم و اوایل قرن بیستم بدل شد. افرادی چون عبدالله توقای، فاتح امیرخان، عالم‌جان ابراهیموف، علی‌اصغر کمال و دیگران که در خاستگاه ادبیات حرفه ای ملی، تئاتر، هنر و علم ایستاده بودند، از او سرمشق گرفتند.
ناصری که در پایان روزگارش فلج شده بود، در ۲۰ اوت ۱۹۰۲ درگذشت و توسط شاگردان مدرسه محمدیه در قبرستان نووتاتارسکایا اسلوبودا در کازان به خاک سپرده شد.

## فعالیت خلاقانه
- مقاله علمی عامه پسند "Bush vakyt" ("در اوقات فراغت") (۱۸۶۰)
- کتاب درسی "Hisaplyk, yagni gyilme hisap kagyydәlәre, yaki arithmetic vә һam hisaplyk mәsәlәlәre" ("حساب") (۱۸۷۳)
- اثر بنیادی (در اصل، یک دایرةالمعارف) "Fәvakiһelҗөlәsa fil adabiyat" ("میوه‌هایی برای مخاطبان در ادبیات") (۱۸۸۴)
- کار روی علوم طبیعی «Зирагать гыйльме, ягъни иген икмәк вә ашлык чәчмәк вә җимеш бакчалары ихъя кыйлмак бәянында бер яңа фәндер» («علم کشاورزی…») (۱۸۹۲)
- فرهنگ لغت روسی-تاتاری "Lөgat kitaby" ("کتاب لغت") (۱۸۹۲)
- کار بر روی علوم طبیعی "Gölzar vә chәmәnzar, yagni үlәnlek vә chachәklek" ("چمنزارها و تخت گل") (۱۸۹۴)
- کتاب درسی "Ysul җәgrafiyai kabir" ("جغرافیای بزرگ") در سه بخش (۱۸۹۴–۱۸۹۹).
- کار بر روی آوا و دستور زبان "Әнмузәж" ("نمونه") (۱۸۹۵)
- کتاب درسی "Istylakhat gyilme һondәsә" ("هندسه") (۱۸۹۵)
- اولین فرهنگ لغت توضیحی زبان تاتاری "Laһҗәi Tatari" ("گویش‌های تاتاری") در دو جلد (۱۸۹۵–۱۸۹۶)
- ترجمه قابوس‌نامه به زبان تاتاری

## میراث
- یکی از خیابان‌های محله تاتارهای قدیمی کازان به نام قیوم ناصری نامگذاری شده‌است
- در روستای مالیه شیردانی، ناحیه زلنودولسکی جمهوری تاتارستان، کتابخانه-موزه‌ای به نام قیوم ناصری وجود دارد.

## پیوندها
- قبر قیوم ناصری
- قیوم ناصری
- Уроки странника из деревни Ширданы. Татар Кино در یوتیوب